# 출발! 멋진 인생
출발! 멋진 인생 이지연입니다는 KBS 3라디오(수도권 FM 104.9MHz, AM 1134kHz)에서 방송되는 시니어 라디오 프로그램이다.
진행자는 방송인 이지연이며, 방송시간은 평일 오후 2시 5분부터 오후 3시까지와 주말 오후 2시부터 오후 3시까지이다.

## 역대 방송시간
| 방송 채널   | 방송 기간                          | 방송 시간                                                              |
| ----------- | ---------------------------------- | ---------------------------------------------------------------------- |
| KBS 3라디오 | 2002년 4월 1일 ~ 2003년 10월 19일  | 매일 오후 2:00 ~ 오후 3:00 (생방송), 매일 밤 11:00 ~ 밤 12:00 (재방송) |
| KBS 3라디오 | 2003년 10월 20일 ~ 2004년 4월 25일 | 매일 오후 2:00 ~ 오후 3:00                                             |
| KBS 3라디오 | 2004년 4월 26일 ~ 2004년 10월 17일 | 매일 오후 2:00 ~ 오후 3:00 (생방송), 매일 밤 9:00 ~ 밤 10:00 (재방송)  |
| KBS 3라디오 | 2004년 10월 18일 ~ 2007년 4월 15일 | 매일 오후 2:05 ~ 오후 3:00                                             |
| KBS 3라디오 | 2015년 1월 1일 ~ 현재              | 매일 오후 2:05 ~ 오후 3:00                                             |
| KBS 3라디오 | 2007년 4월 16일 ~ 2014년 12월 31일 | 매일 오후 2:10 ~ 오후 3:00                                             |

## 역대 진행자
- 2002년 4월 1일 ~ 2004년 10월 17일 : 홍성관
- 2004년 10월 18일 ~ 현재 : 이지연